# Guillem Cliton

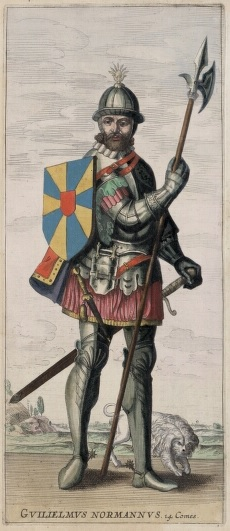

Guillem de Normandia dit Guillem Cliton (25 d'octubre de 1102 — Alost, 28 de juliol de 1128), comte de Flandes de 1127 a 1128, va reivindicar el ducat de Normandia i el tron del Regne d'Anglaterra. Cliton és l'equivalent en llatí medieval del terme anglès antic aetheling, que servia per designar els prínceps de les famílies reials que eren susceptibles d'accedir a la reialesa.

## Infantesa
Era fill del duc de Normandia Robert Courteheuse (vers 1053-1134) i de Sibil·la de Conversano († 1103), net de Guillem el Conqueridor (vers 1027-1087) i de Matilde de Flandes († 1083), ella mateixa filla del comte Balduí V de Flandes i d'Adela de França. Era doncs el cosí del comte Carles I de Flandes, el seu predecessor, mort assassinat sense fills.
Després de la derrota i la captura del seu pare pel seu germà el rei d'Angleterre Enric I Beauclerc a la batalla de Tinchebray (28 de setembre de 1106), el jove Guillem va caure entre les mans del rei, el seu oncle. Enric I el va confiar a la guarda al comte d'Arques, Elies de Saint-Saëns, qui s'havia casat amb una germanastra de Guillem, una filla natural del duc Robert Courteheuse.

A partir de 1109, el seu oncle Enric I va estar en conflicte obert amb el rei de França Lluís VI el Gras i els seus aliats angevins. Guillem Cliton va esdevenir una peça d'importància, ja que la seva reivindicació al ducat de Normandia era més legítima que la d'Enric I. El rei va decidir doncs fer-lo arrestar cap a 1109-1110 Però amb la complicitat d'Elies, el jove va fugir de Normandia i es va refugiar amb diversos prínceps oposats a Enric I. Aviat, els barons normands descontents i els enemics d'Enric I formaren una coalició que reivindica el ducat de Normandia per a Guillem. Aquesta reivindicació va servir de pretext a Lluís VI de França, Folc V d'Anjou i Balduí VII de Flandes per oposar-se al rei anglès del qual la potència espantava. El 1113, Lluís i Folc, desfets militarment, van signar tractats molt favorables per a Enric, reconeixent-li els seus drets sobre Normandia. Poc després, Enric reforçava encara més la pau negociant les esposalles del seu fill Guillem Adelin amb Matilde, una filla del comte d'Anjou.

## Exili
Entretant, Guillaume Cliton s'ha refugiat a la cort de Flandes, amb el comte Balduí VII. Hi hauria arribat a l'edat de 13 anys, i hauria estat armat cavaller als 16. A partir de 1114, el comte de Flandes va fer incursions a Normandia en suport del seu protegit. A partir de 1117, els seus raids al nord-est reberen un cert suport local. Certs barons es manifestaven llavors obertament a favor de Guillem Cliton, i aviat el rei de França i el comte d'Anjou trencaren la pau establerta des de 1113. Entre els estius de 1118 i 1119, Enric I va estar en guerra oberta contra aquesta coalició d'enemics. Fou el període més difícil del seu regnat. Però el sobirà anglès va guanyar la guerra després de la mort en batalla del comte de Flandes, la pau arranjada amb el comte d'Anjou pel matrimoni dels seus fills, i la pesada derrota infligida al rei de França a la batalla de Brémule (20 d'agost de 1119). A Normandia, la rebel·lió fou sufocada. Les esperances de Guillaume Cliton se'n van anar en orris i el jove va trobar a Enric I l'octubre de 1119, per demanar-li que alliberés al seu pare, prometent exiliar-se tots dos a Jerusalem. Dubtant de la seva paraula, Enric va refusar. No obstant això, intenta atreure'l a la seva cort i li va prometre un estatut equivalent al d'un comte amb autoritat sobre tres comtats. Guillem Cliton va refusar i va continuar a l'exili. El 1120, els reis francès i anglès decidiren un nou tractat favorable a Enric I.

## Segona rebel·lió normanda
La causa de Guillem va ressorgir amb la mort de Guillem Adelin, el fill i hereu d'Enric I, en el naufragi de la "Blanca Nou", el 25 de novembre de 1120. El 1123, va obtenir la mà de Sibil·la d'Anjou, una filla petita de Folc V d'Anjou. Un nou nucli de seguidors es va formar a Normandia. En el transcurs d'aquest any i del següent, va seguir una revolta en el seu favor portada per Amauri III de Montfort, el comte d'Évreux, i Galerà IV, el comte de Meulan. Però aquesta rebel·lió fou sufocada el 25 de març de 1124, quan els oficials militars de la casa reial, sobretot Ranulf el Metzí, comte de Chester, van capturar els seus líders en una emboscada prop de Bourgtheroulde. Perseguint amb aferrissament el seu enemic, Enric I d'Anglaterra va obtenir fins i tot del papa l'anul·lació del matrimoni de Guillem Cliton per causa de consanguinitat.

## Comte de Flandre
El gener de 1127, Lluís VI de França va decidir arreglar-li un matrimoni amb Joana de Montferrat, una germanastra d'Adelaida de Savoia, la seva esposa. Li va confiar també el Vexin francès i va decidir sostenir-lo amb tot el seu poder, mentre que Enric I d'Anglaterra havia decidit de fer reconèixer la seva filla Matilde l'Emperadriu com la seva hereva. Immediatament, Cliton va travessar la frontera normanda i va assetjar la fortalesa de Gisors i va reivindicar de nou el ducat.
Carles el Bo fou assassinat durant una missa, el 2 de març de 1127, i no va deixar cap hereu. Sent el net de Matilde de Flandes i el besnet de Balduí V de Flandes, Guillem va reivindicar llavors, amb la benedicció i el suport del seu cunyat Lluís VI, el comtat de Flandes. Malgrat els drets del comte Balduí IV d'Hainaut, i en presència dels barons flamencs reunits el 23 de març de 1127 a Arràs, Lluís VI, en tant que sobirà feudal, va intervenir i va imposar la investidura del comtat de Flandre a favor de Guillem. El rei de França va ensenyar la seva força posant setge a Lilla i després, el 6 d'abril de 1127, va tornar a Bruges per assistir a les mutuaes prestacions de juraments del nou comte i dels seus barons. Guillem, prometent sobretot l'abolició del teloneu i del cens, va jurar respectar les lleis i els privilegis de les ciutats. Fou en aquell moment que Saint-Omer va rebre una carta municipal (14 abril de 1127).
Tanmateix la partida no s'havia acabat, ja que, a més a més de Balduí IV d'Hainaut que es va apoderar d'Oudenaarde, els pretendents al títol eren nombrosos. Es compten amb aquesta llista: Guillem d'Ypres, net de Robert I de Flandes pels mascles, però d'una branca natural; Teodoric d'Alsàcia, igualment net de Robert I de Flandes per la seva mare Gertrudis de Flandes; i Arnold de Dinamarca, fill gran de la germana de Carles el Bo. Guillem va derrotar en principi a Arnold de Dinamarca, que s'havia fet fort a Saint-Omer; després, amb ajut de Lluís VI, va vencer també a Guillem d'Ypres i a Balduí IV.
La seva experiència militar no li va servir de gaire a Flandes on la societat estava canviant ràpidament amb el desenvolupament de la indústria de la llana. Guillem Cliton es va fer ràpidament odiós als seus nous súbdits: no només no va respectar els seus compromisos, ni tan sols els seus juraments, sinó que a més va imposar nous impostos sobre els mercats (teloni) i nous cànons sobre les cases (cens), que va fer recaptar per la violència. El comte projectava sempre el reconquerir Normandia i actuava clàssicament com un feudal sense comptar amb la reacció de les ciutats, cada vegada més puixants, molt preocupades per la seva llibertat. A més Guillem no va donar signes d'una vida cristiana irreprotxable.
Van esclatar aixecaments a Saint-Omer i a Lilla, després de la detenció l'1 d'agost de 1127 d'un dels seus serfs a Lilla en plena fira (el que estava prohibit). El 17 de setembre següent fou la comuna de Bruges que es va agitar. Aquestes revoltes foren llavors dominades i el comte Guillem va exigir una forta multa. Però no va poder impedir que Gant i Bruges reconegueren a Teodoric d'Alsàcia com a comte. El 1128 foren totes les terres imperials de Flandes les que es van unir al lorenès, com la majoria dels barons del Flandes reial o francès, amb el suport per sotamà del rei Enric I d'Anglaterra, que va explota aquestes tensions. Lluís VI va fer dictar l'interdicte sobre Flandes, excomunicant a Teodoric, i va assetjar Lilla on aquest últim s'havia tancat. Però es va retirar ràpidament, ja que Enric I tenia acumulat un exèrcit al castell d'Épernon. Després d'haver aixecat el setge de Lilla el 21 de maig de 1128, Guillem, amb suport de Godefreu el Barbut (Godofreu I de Lovaina), va guanyar la batalla a Tielt així com al castell d'Oostkamp i va encerclar a Teodoric a Alost on havia acabat després de la seva fugida de Lille.
Fou allà que el 27 de juliol de 1128, Guillem fou tocat per un tret de ballesta i va morir poc després. No va deixar cap fill i Teodoric d'Alsàcia va recuperar Flandes.

## Ascendència
|  |                            |  |  |  |  |  |  |  |  |  |  |  |  |  |  |  |
|  | 16. Ricard II de Normandia |  |  |  |  |  |  |  |  |  |  |  |  |  |  |  |
|  |                            |  |  |  |  |  |  |  |  |  |  |  |  |  |  |  |
|  |                            |  |  |  |  |  |  |  |  |  |  |  |  |  |  |  |
|  | 8. Robert el Magnifique    |  |  |  |  |  |  |  |  |  |  |  |  |  |  |  |
|  |                            |  |  |  |  |  |  |  |  |  |  |  |  |  |  |  |
|  |                            |  |  |  |  |  |  |  |  |  |  |  |  |  |  |  |
|  | 17. Judit de Bretanya      |  |  |  |  |  |  |  |  |  |  |  |  |  |  |  |
|  |                            |  |  |  |  |  |  |  |  |  |  |  |  |  |  |  |
|  |                            |  |  |  |  |  |  |  |  |  |  |  |  |  |  |  |
|  | 4. Guillem el Conqueridor  |  |  |  |  |  |  |  |  |  |  |  |  |  |  |  |
|  |                            |  |  |  |  |  |  |  |  |  |  |  |  |  |  |  |
|  |                            |  |  |  |  |  |  |  |  |  |  |  |  |  |  |  |
|  | 9. Arleta de Falaise       |  |  |  |  |  |  |  |  |  |  |  |  |  |  |  |
|  |                            |  |  |  |  |  |  |  |  |  |  |  |  |  |  |  |
|  |                            |  |  |  |  |  |  |  |  |  |  |  |  |  |  |  |
|  | 2. Robert II de Normandia  |  |  |  |  |  |  |  |  |  |  |  |  |  |  |  |
|  |                            |  |  |  |  |  |  |  |  |  |  |  |  |  |  |  |
|  |                            |  |  |  |  |  |  |  |  |  |  |  |  |  |  |  |
|  | 20. Balduí IV de Flandes   |  |  |  |  |  |  |  |  |  |  |  |  |  |  |  |
|  |                            |  |  |  |  |  |  |  |  |  |  |  |  |  |  |  |
|  |                            |  |  |  |  |  |  |  |  |  |  |  |  |  |  |  |
|  | 10. Balduí V de Flandes    |  |  |  |  |  |  |  |  |  |  |  |  |  |  |  |
|  |                            |  |  |  |  |  |  |  |  |  |  |  |  |  |  |  |
|  |                            |  |  |  |  |  |  |  |  |  |  |  |  |  |  |  |
|  | 21. Ogiva de Luxemburg     |  |  |  |  |  |  |  |  |  |  |  |  |  |  |  |
|  |                            |  |  |  |  |  |  |  |  |  |  |  |  |  |  |  |
|  |                            |  |  |  |  |  |  |  |  |  |  |  |  |  |  |  |
|  | 5. Matilde de Flandes      |  |  |  |  |  |  |  |  |  |  |  |  |  |  |  |
|  |                            |  |  |  |  |  |  |  |  |  |  |  |  |  |  |  |
|  |                            |  |  |  |  |  |  |  |  |  |  |  |  |  |  |  |
|  | 22. Robert II de França    |  |  |  |  |  |  |  |  |  |  |  |  |  |  |  |
|  |                            |  |  |  |  |  |  |  |  |  |  |  |  |  |  |  |
|  |                            |  |  |  |  |  |  |  |  |  |  |  |  |  |  |  |
|  | 11. Adela de França        |  |  |  |  |  |  |  |  |  |  |  |  |  |  |  |
|  |                            |  |  |  |  |  |  |  |  |  |  |  |  |  |  |  |
|  |                            |  |  |  |  |  |  |  |  |  |  |  |  |  |  |  |
|  | 23. Constança d'Arle       |  |  |  |  |  |  |  |  |  |  |  |  |  |  |  |
|  |                            |  |  |  |  |  |  |  |  |  |  |  |  |  |  |  |
|  |                            |  |  |  |  |  |  |  |  |  |  |  |  |  |  |  |
|  | 1. Guillem Cliton          |  |  |  |  |  |  |  |  |  |  |  |  |  |  |  |
|  |                            |  |  |  |  |  |  |  |  |  |  |  |  |  |  |  |
|  |                            |  |  |  |  |  |  |  |  |  |  |  |  |  |  |  |
|  | 12. -                      |  |  |  |  |  |  |  |  |  |  |  |  |  |  |  |
|  |                            |  |  |  |  |  |  |  |  |  |  |  |  |  |  |  |
|  |                            |  |  |  |  |  |  |  |  |  |  |  |  |  |  |  |
|  | 6. Godofreu de Conversano  |  |  |  |  |  |  |  |  |  |  |  |  |  |  |  |
|  |                            |  |  |  |  |  |  |  |  |  |  |  |  |  |  |  |
|  |                            |  |  |  |  |  |  |  |  |  |  |  |  |  |  |  |
|  | 26. Tancred d'Hauteville   |  |  |  |  |  |  |  |  |  |  |  |  |  |  |  |
|  |                            |  |  |  |  |  |  |  |  |  |  |  |  |  |  |  |
|  |                            |  |  |  |  |  |  |  |  |  |  |  |  |  |  |  |
|  | 13. - ? d'Hauteville       |  |  |  |  |  |  |  |  |  |  |  |  |  |  |  |
|  |                            |  |  |  |  |  |  |  |  |  |  |  |  |  |  |  |
|  |                            |  |  |  |  |  |  |  |  |  |  |  |  |  |  |  |
|  | 3. Sibil·la de Conversano  |  |  |  |  |  |  |  |  |  |  |  |  |  |  |  |
|  |                            |  |  |  |  |  |  |  |  |  |  |  |  |  |  |  |
|  |                            |  |  |  |  |  |  |  |  |  |  |  |  |  |  |  |
|  | 28. Guimond de Moulins     |  |  |  |  |  |  |  |  |  |  |  |  |  |  |  |
|  |                            |  |  |  |  |  |  |  |  |  |  |  |  |  |  |  |
|  |                            |  |  |  |  |  |  |  |  |  |  |  |  |  |  |  |
|  | 14. Raül de Moulins        |  |  |  |  |  |  |  |  |  |  |  |  |  |  |  |
|  |                            |  |  |  |  |  |  |  |  |  |  |  |  |  |  |  |
|  |                            |  |  |  |  |  |  |  |  |  |  |  |  |  |  |  |
|  | 7. Siquelgaita de Molise   |  |  |  |  |  |  |  |  |  |  |  |  |  |  |  |
|  |                            |  |  |  |  |  |  |  |  |  |  |  |  |  |  |  |
|  |                            |  |  |  |  |  |  |  |  |  |  |  |  |  |  |  |
|  | 30. Rofrit de Guardia      |  |  |  |  |  |  |  |  |  |  |  |  |  |  |  |
|  |                            |  |  |  |  |  |  |  |  |  |  |  |  |  |  |  |
|  |                            |  |  |  |  |  |  |  |  |  |  |  |  |  |  |  |
|  | 15. Alfreda de Guardia     |  |  |  |  |  |  |  |  |  |  |  |  |  |  |  |
|  |                            |  |  |  |  |  |  |  |  |  |  |  |  |  |  |  |
|  |                            |  |  |  |  |  |  |  |  |  |  |  |  |  |  |  |